# Голокост у Мізочі
Голокост у Мізочі — систематичне винищення євреїв на території селища міського типу Мізоч, окупованого нацистською Німеччиною у роки Другої світової війни.

## Нацистська окупація Мізоча та єврейське становище
Окупація Мізоча нацистами відбулася 27 червня 1941 р. За адміністративним поділом містечко увійшло до генеральної округи «Волинь-Поділля» райхскомісаріату «Україна» (Здолбунівський гебіт, який 15 січня 1943 р. ліквідовано і приєднано до Рівненського гебіту).
Зважаючи на радянські порядки в 1939—1941 рр., прихід німців частина жителів сприйняла як визволення. Свідок Іван Бихалець про цю подію згадував так:
27 червня близько 10-ї години ранку в Мізоч увійшла німецька танкова колона. Ніхто їх хлібом-сіллю не зустрічав. Люди повиходили з хат, з цікавістю дивилися на нових «визволителів». Дехто виносив їм на їх прохання яйця, молоко, а вони взамін давали мило, цукерки, цукор. Декого вгощали ромом. Дітвору висаджували на танки, фотографували, пригощали цукерками. Здавалося, то справжнє визволення".
Становище єврейського населення після окупації відразу погіршилося. Через два дні — 29 червня 1941 р., у Мізочі стався погром, під час якого кілька євреїв були вбиті. Дослідник Шмуель Спектор зазначає, що погром відбувся 29 липня 1941 р..
Регламентацію життя місцевих жителів відображає «Наказ районного коменданта народної міліції міста Мізоча» від 22 липня 1941 р. Згідно документу, наказувалося здати холодну та вогнепальну зброю протягом 24 годин, всім особам «без різниці національності, які будуть допускати грабунки, напади та саботаж іншого характеру»; до 25 липня здати радіоприймачі, велосипеди, друкарські машинки. Без дозволу влади жителям міста не можна було залишати місця свого помешкання. За невиконання вищеназваних пунктів винні карались судом воєнного часу. Згідно з окремими вказівками (п. 7) наказувалося «жидівському населенню» з 14 років від 22 липня 1941 р. носити на правій руці спеціальні позначки — білі пов'язки з синіми шестикутними зірками. Також від 20 до 7 год. євреям заборонялося виходити на вулицю. У разі невиконання наказу — розстріл.
У Мізочі євреї не мали права ходити тротуарами, а при зустрічі з німцями повинні були знімати капелюха. Антисемітська пропаганда розпалювала ненависть щодо євреїв, публікуючи антисемітські статті. Зокрема, гезета «Волинь» (Рівне) у статті «Молодь села Мізоч» звинувачувала «мізоцьких хохлів» за «безмірну любов до жидівства», яке «цілковито залило» містечко за польських та більшовицьких часів.

## Створення та розгром мізоцькогогетто(березень–жовтень 1942р.)
На середину 1941 р. у Мізочі проживало близько 1050 євреїв (разом з біженцями), в 1921 р. їх кількість налічувала 882 чол..
У березні 1942 р. було створено гетто, у якому було зібрано за різними оцінками від 1,7 тис. до 2500 — 3500 тис. євреїв. В Мізоцьке гетто було зігнано також євреїв з сусідніх сіл. Зокрема, про це свідчать дані про 44 знищених євреїв (11 сімей) з с. Дермань, що перебували в мізоцькому гетто. Наявні свідчення про євреїв в Мізочі з сіл Варковичі, Озеряни, Гільча, Півче.
Функції юденрату та єврейської поліції, створених в Мізочі зводилися до виконання вимог окупантів (збір грошей, цінностоей та інших предметів).
Територія гетто охоронялася українською поліцією та була огороджена колючою проволокою, під'єднаною до електрики. Не дозволялося ввозити харчі, було спровоковано штучний голод. Різними шляхами євреї намагалися дістати продукти харчування. Бувши малим, єврей Семен Велінгер перелізав через огорожу мізоцького гетто, переодягався в селянський одяг і пас худобу в селян за хліб, картоплю. Потім зароблене приносив сім'ї назад в гетто.
Деякі мешканці Мізоча приносили їжу до гетто, вимінювали або давали просто так. Часто перекидали продукти харчування за огорожу гетто однолітки, які мали товаристські відносини з євреями до окупації. Марія Гуц згадувала:
«Йдучи в місто, ми брали в кишені або в полотняні торбинки картоплю, яблука і підкидали за огорожу. Може, когось хтось навчив з дорослих, а може додумалися самі, адже в гетто були діти нашого віку, яких ми добре знали, з якими спілкувалися. Іноді, граючись, хтось казав: „Давайте понесем жидам картоплю“. Усі розбігались по домах, хтось не приходив, а більшість приходили з картоплею та яблуками».
Допомога євреям неєврейськими жителями, зокрема харчовими продуктами суворо каралася, включно зі смертю. Українець Терентій Парфенюк, який домовився з євреями про нелегальну поставку корови в гетто, мав бути повішений. Вулицями Мізоча його водили з дошками на спині та грудях з написом, що його покарають смертю за зв'язок з євреями, однак донька Терентія випросила в окупантів життя батька. Єврея Гельмана (різника) за таку господарську операцію повісили.
Під час перебування в гетто євреїв змушено працювали на місцевому цукровому заводі та на лісопильні. Оскільки цукровий завод, на якому працювали євреї, за день до ліквідації ще виготовляв продукцію, жертви не думали, що їх будуть знищувати.
Ліквідація гетто відбулася 14-15 жовтня 1942 р. За свідченнями Меєра Розенблата, о 4 год. ранку, коли єврейські працівники з гетто мали йти на роботу, їх не випустили, а наказали зібрати в дорогу харчі на 3 дні та зібралися на площі. Згодом євреям повідомили, що їх вивозитимуть на роботи до Німеччини. Відправлятимуть з залізничної станції в Мізочі.
Тих, хто не хотів виходити з гетто, — розстрілювали. Таким чином, близько 40 чол. було вбито та закопано в ямі поблизу гетто (на сьогодні — вул. Б. Хмельницького біля приміщення радянської школи).
Зібраних у центрі містечка євреїв повели в напрямку залізничного вокзалу. Багато з них здогадувалися про смерть, тому по дорозі викидали цінні речі, золото. Ще більше зрозумілими стали плани окупантів, коли колону євреїв завернули в бік цукрового заводу. Саме в цьому місці за наказом німців раніше євреї викопали рів нібито для потреб підприємства. Довжина ями становила 50, ширина — 7, а глибина — 6 метрів.
Інформація з акту НДК свідчить, що перед розстрілом жертвам наказували роздягнутися, їх підводили групами (сім'ями) по 5-6 чол., змушували лягати лицем вниз, поклавши руки під себе і розстрілювали за допомогою автоматів та пистолетів в голову. 14 жовтня таким методом було вбито 1500 євреїв, а наступного дня 15 жовтня — ще 800. Крім цих жертв ще близько двох сотень євреїв загинули в гетто під час пожежі. За даними цього ж документу до січня 1943 р. в Мізочі були вбиті 3500 чол. єврейського населення. Враховуючи дві сотні знищених в гетто, разом вказувалося про знищення «до 4000 чол.». Хоча такі цифри потребують перевірки та подальших досліджень. Процедура розстрілу в спогадах свідків виглядає інакше. Так, М. Розенблат зазначав, що євреїв змушували по 10 чол. іти по дошкам, які поклали через рів. Під час цього по жертвам стріляли. Частково вбиті, частково ранені євреї падали в рів, який потім засипали вапном та землею. В. Бідюк стверджував, що біля ями ставили двох євреїв поряд і стріляли в потилицю, щоб однією кулею вбити дві жертви. Закопувати могили масових розстрілів змушували місцевих жителів. Фото розстрілів були зроблені жандармом Густавом Гілле. В 1944 р. радянська комісія по розслідуванню злочинів окупантів в Мізочі розкопала могили та зробила фото окремих тіл євреїв. Крім того, маємо унаочнення Голокосту в Мізочі — картина, намальована Олексієм Слободюком про катастрофу мізоцьких євреїв.
Після масових розстрілів, почалися пошуки тих євреїв, яким вдалося втекти. О. Круглов стверджує, що в Мізочі таких було 850 чол. (50 %). Так, біля с. Залісся було знайдено 100 мізоцьких євреїв, яких було вбито.

## Повстання в гетто
У результаті діяльності підпільної молодіжної організації в мізоцькому гетто відбулося повстання, у якому активну участь брало керівництво юденрату. Під час акції євреї підпалили будинки, щоб відволікти увагу окупантів і дати можливість втекти бранцям гетто. Таким чином у вогні за даними акту НДК згоріли 200 чол., а за іншими джерелами — 175 чол..
Під час підготовки до повстання євреям в Мізочі не вдалося зібрати вогнепальну зброю (як це було наприклад, у Тучині), а лише холодну зброю — сокири та ножі. За домовленістю осіб під час ліквідації гетто слід було підпалити будівлі. Зокрема, одним із відповідальних за це був Якоб Мендік. Активну участь в протистоянні брали представники юденрату, які загинули: Абе Стефель, Єйне Неміровер, Шмуель Буніс, Мелех Гесак, Монєк Ріднер, Талер, комендант міліції Блуменкранз.
У своїх мемуарах вцілілий єврей під час повстання в Мізочі Перец Гольдштейн з Гощі писав:
Ми взнали, що коли в Мізочі почалися вбивства, євреї підняли велике повстання. Вбивцям був даний жорстокий бій протягом двох повних днів.
Згодом учасники повстання, яким вдалося вижити — продовжили боротьбу як партизани (Макс Вейтфрейд тощо). Іцхак Арад зазначав зазначав про групу партизан з 28 бійців-євреїв з Мізоча та ближніх сіл, які були знищені. Вони мали слабке озброєння, тож в середині квітня 1943 р. були ліквідовані.
Свідком повстання та пожежі в гетто став невідомий член ОУН, який у щоденнику писав:
Жиди в останній час свого життя побачили хоч один смертний вихід. Почали палити місто"… згоріла й синагога — "куток, де днями і ночами чути голосне моління жидів.
 Після пожежі автор щоденника фіксував акти мародерства та розкрадання єврейського майна місцевими жителями:

…починають очищати будинки, які ще не згоріли. Не одна баба вмивається потом, несучи на плечах хуру різного жидівського шмаття. Так, у пеклі, де конають жиди, хлисткий бачить рай. Ще ворушить членами свого тіла, а мужик вже стягає з нього лахміття і залишає його голого… Не один розживеться добром набраним.

## Порятунок євреїв
Уникнути нацистських репресій змогла частина мізоцьких євреїв, які евакуювалися перед початком окупації. Таку можливість використали 15 % євреїв (приблизно 300 чол., з 2 тис.). Від розстрілів змогли втекти, за даними О.Круглова 50 %, яких, щоправда велику частину зловлено. З місця страти вдалося втекти Семену Велінгеру, який про це згадував так:
Коли колона приречених підійшла до місця страти, я пригнув з обриву яру і побіг в сторону лесу. Пролунали постріли, але куля мене минула.
Відома історія Клер Борен, яка врятувалася і 2016 р. була присутня на відкритті виставки про Голокост в музеї «Топографія Терору» (Берлін, Німеччина).
Інші відомі випадки порятунку — це переховування жертв геноциду в українських родинах, сусідів. Так, Пніна Сорек згадувала, що врятувалася, бо під час розстрілу впала у рів живою, а потім вилізла звідти і завдяки місцевій українській родині вона вижила.
Існують свідчення про порятунок євреїв мізочанами, однак єдиною сім'єю, яка офіційно визнана Праведниками народів світу є родина Слободюків (Сидір, Юстина та їхня донька Марія — всі померли), хто врятували Софію Горнштейн. Під час розстрілу в жовтні 1942 р. вона втекла до подруги-однокласниці Марії. У сім'ї Слободюків Софія перебувала з 14 жовтня 1942-го — до 1 липня 1943 рр. А після обшуків окупантів, які навідувались до хати, Сидір Слободюк направив її в с. Верхів до родичів. Прийнявши християнську віру, там вона перебувала до визволення від німців.
Відомо про німецький чинник порятунку єврев Мізоча. Німецький інженер Герман Граебе, довідавшись у липні 1942-го про ліквідацію рівненського гетто, — домігся отримати спеціальні документи для «захисту» своїх робітників-євреїв — 150 здолбунівських, острозьких і мізоцьких євреїв.

## Меморіалізація та комеморація
У довідкових виданнях зазначено, що пам'ятний знак загиблим євреям у Мізочі збудовано на початку 90-х років.. Однак насправді його встановили у травні 1989 р.. В 2012 р. відбулася його реконструкцція. В результаті напис «ВІЧНА ПАМ'ЯТЬ РОЗСТРІЛЯНИМ НАЦИСТАМИ ЛЮДЯМ ЄВРЕЙСЬКОГО ПОХОДЖЕННЯ 1942 р» змінився на: «В ПАМ'ЯТЬ ЖЕРТВАМ ГОЛОКОСТУ 1942 РОКУ». У первісному вигляді було гіпсове зображення напівоголеної єврейської сім'ї (чоловік, жінка, дитина). Жінка (мати) тримала в обіймах дитину, чоловік лежав (очевидно поранений). У 2012 р. після реконструкції вигляд змінився — чоловік-єврей виглядав оборонцем сім'ї, виступав на передньому плані. Жінка з дитиною знаходилися позаду нього.
Місце розстрілу (знаходиться в 300 м від пам'ятника) досі не позначене пам'ятними таблицями чи знаками, а довкола знаходяться землі сільськогосподарського призначення. Також відсутні інформаційні знаки та огородження на місці колишнього гетто, де євреї вчинили повстання.
Заходи пошанування жертв геноциду в Мізоч активізувалися з прийняттям на державному рівні Постанови Верховної Ради про відзначення Міжнародного дня пам'яті жертв Голокосту (2012 р.). Відтоді заходи щороку проводяться в середині жовтня (Трагедія мізоцьких євреїв) та 27 січня (міжнародний день пам'яті жертв Голокосту).
Нащадки тих, хто вижив після мізоцької Катастрофи почали навідуватися в кінці 80-их — 90-их роках XX ст. Так, в 1992 р. преса висвітлювала приїзд євреїв в Мізоч з ПАР, Ізраїлю, США.
Інтерес до подій геноциду, що відбувалися в Мізочі проявляють закордонні інституції. Влітку 2007 — взимку 2008 рр. місце трагедії досліджували працівники організації «Яхад-ін Унум» (під керівництвом Патріка Дебуа, Франція), а у травні 2016 р. — працівники музею «Топографія терору» (Німеччина).
В 2016 р. в музеї «Топографія Терору» (Берлін, Німеччина) відбулася виставка «Масові розстріли. Голокост від Балтійського до Чорного моря 1941—1944», де центральну частину виставки зайнала експозиція про Голокост в Мізочі. Реалізація задуму передбачала показати «Голокост від куль» на прикладі містечка, яке б відображало специфіку масового вбивства євреїв у Східній Європі. Таку роль відіграв Мізоч. Таким чином історія Мізоцької трагедії стала відомою європейському загалу.
Того ж року Мізоч навідала україно-німецька група студентів з Українського католицького університету та бохумського Рурського університету. Молодь реалізовувала проект «Етнічні конфлікти, примусові міграції та депортації на Волині, сх. Галичині та Буковині 1939—1949 рр.», Під час досліджень молодь, зокрема знімала відеоінтерв'ю зі старожилами.